# Volker Rybatzki
Volker Rybatzki (* 17. Februar 1957 in Hannover; † 13. Juni 2018) war ein deutscher Sprachwissenschaftler.

## Leben
Rybatzki besuchte das Gymnasium, verließ jedoch die Schule drei Jahre vor dem Abitur. Den Wunsch seines Vaters, den Beruf des Großhändlers zu lernen, lehnte er ab. Nach einer Finnlandreise entschied er sich zur Emigration, erlernte die finnische Sprache, heiratete seine erste Frau Irmeli „Inkku“ Arffman und besuchte eine Abendschule. Da Rybatzki an der Universität Helsinki nicht wie gewünscht Sinologie im Hauptfach studieren konnte, begann er sich in Kuopio zum Tischler ausbilden zu lassen, da seine Frau an der örtlichen Handwerkschule Textildesign studierte. Nach zwei Jahren gab er die Tischlerei jedoch auf und studierte ab 1988 Turkologie und Mongolistik an der Universität Helsinki. Ein Studienaufenthalt führte ihn 1997 zunächst nach Szeged, wo er bei Árpád Berta Turkologie hörte sowie später nach Venedig, wo er bei Giovanni Stary die mandschurische Sprache erlernte.
Nach Erhalt seines Master of Arts mit einer Arbeit über die Inschrift des göktürkischen Feldherrn Toñuquq 1999 war er Doktorand und promovierte 2006 mit der Arbeit Die Personennamen und Titel der mittelmongolischen Dokumente: eine lexikalische Untersuchung bei Juha Janhunen. 2007 folgte die Habilitation (finnisch Dosentti) für Altaistik und, neben der stetigen Lehrtätigkeit in Helsinki, Lehraufträge in Stockholm und Peking.
Sein wissenschaftliches Hauptinteresse galt den mongolischen Sprachen und der Schriftlichkeit in turk- und mongolischsprachigen Welt. Sein Opus magnum, ein etymologisches Wörterbuch des Mittelmongolischen, konnte er nicht mehr fertigstellen. Rybatzki hinterließ seine zweite Frau, fünf Kinder und zwei Enkel.

## Werke (Auswahl)
- Die Toñuquq-Inschrift. Szeged: Universitätsverlag. 1997. OCLC 246101411
- Bemerkungen zu einigen uigurischen Wörtern aus der Landwirtschaft, 2001. OCLC 922424479
- Die tungusische Metallterminologie, 2002. OCLC 922423583
- Die Personennamen und Titel der mittelmongolischen Dokumente: eine lexikalische Untersuchung. Helsinki: Helsingin yliopisto 2006. XXXVI + 841 Seiten. (Publications of the Institute for Asian and African Studies 8.) OCLC 1075517245
- Farbigkeit und Vielfalt : Einiges zum Pfau und seinen Bezeichnungen in den zentralasiatischen Sprachen, 2008-07-11. OCLC 777406998
- Mit Igor de Rachewiltz: The early Mongols : language, culture and history : studies in honor of Igor de Rachewiltz on the occasion of his 80. birthday, 2009. OCLC 643892622
- The Altaic languages : Tungusic, Mongolic, Turkic.
- Mit Bertil Tikkanen und Klaus Karttunen: Türkische Lehnwörter im Burushaski, Finnish Oriental Society, Helsinki, 2010. OCLC 1060621423
- Mit Igor de Rachewiltz und Jinfu Hong: Introduction to Altaic philology Turkic, Mongolian, Manchu, Brill, Leiden, 2010. OCLC 1371735925
- Book Review: Religionsbegegnung und Kulturaustausch in Asien. Studien zum Gedenken an Hans-Joachim Klimkeit. (Studies in Oriental Religions 49), 2010. OCLC 6015352259
- Book Review: Chinesische und manjurische Handschriften und seltene Drucke, Teil 3: Chinesische Texte vermischten Inhalts aus der Berliner Turfansammlung. (Verzeichnis der orientalistischen Handschriften in Deutschland XII: 3), 2011. OCLC 9982879032
- Some Medical and Related Terms in Middle Mongɣol, 2018. OCLC 7293302512